# Бернард Бляут
Бернард Адольф Блаут (пол. Bernard Adolf Blaut; нар. 3 січня 1940, Отмет, Німецька імперія — пом. 19 березня 2007, Варшава, Польща) — польський футболіст та тренер, виступав на позиції півзахисника, гравець збірної Польщі.

## Клубна кар'єра
Футболом розпочав займатися в клубі «Будовляни» (Гоголин). Дорослу футбольну кар'єру розпочав у 1958 році в клубі «Одра» (Ополе). У 1962 році перейшов до варшавської «Легії». У команді провів 12 сезонів (236 матчів, 30 голів). Дворазовий чемпіон Польщі (1969, 1970), дворазовий володар кубка Польщі (1964, 1966). У 1972 році переїхав до Франції, де виступав за «Мец» до 1974 року.

## Кар'єра в збірній
З 1960 по 1971 рік викликався до збірної Польщі, зіграв 36 матчів та відзначився 3-а голами, перший з яких у Щецині 4 вересня 1963 року в товариському матчі проти Норвегії (капітан збірної). Його часто називали «польський Нетта».

## Кар'єра тренера
По завершенні кар'єри футболіста розпочав тренерську діяльність. Працював з молодіжними командами варшавської «Легії» та «Ягеллонії». Самостійно тренував варшавський «Гутнік». Діяч ПЗПН. З другої половини 1983 року й до завершення Чемпіонату світу 1986 року в Мексиці допомагав тренувати збірну Польщі Антонію Пєхнічеку (у 1985 році очолював збірну Польщі в поєдинку з Чехословаччиною). Потім працював за кордоном, тренував клуби з ОАЕ та Тунісу. У 1990 році протягом 3 матчів очолював збірну ОАЕ.
Помер 19 травня 2007 року у Варшаві.

## Особисте життя
Старший брат, Зигфрід, також був професіональним футболістом, виступав за збірну Польщі. По завершенні футбольної кар'єри — тренер.

## Досягнення
«Легія» (Варшава)
- Перша ліга Польщі
  -  Чемпіон (2): 1969, 1970

- Кубок Польщі
  -  Володар (2): 1964, 1966